# Torneo Internacional de Fútbol Sub-20 de la Alcudia de 2025
El Torneo Internacional de Fútbol Sub-20 de la Alcudia de 2025, también conocido como COTIF 2025, será la cuadragésima primera  de dicha competición de fútbol juvenil. Esta edición del evento tomó lugar en el municipio valenciano de La Alcudia entre el 20 y 30 de julio de 2025.

## Equipos participantes
| Equipos participantes | Equipos participantes | Equipos participantes | Equipos participantes |
| --------------------- | --------------------- | --------------------- | --------------------- |
| Argentina             | Arabia Saudita        | Brasil                | Chile                 |
| Mauritania            | Uruguay               | Venezuela             | Valencia CF           |

## Fase de grupos
Los 8 equipos participantes en la primera fase se dividieron en dos grupos de cuatro equipos cada uno. Luego de una liguilla simple, a una sola rueda de partidos, pasaron a semifinales los equipos que ocuparon la primera y segunda plaza de cada grupo.

#### Grupo A
| Equipo         | Pts | PJ | PG | PE | PP | GF | GC | Dif. |
| -------------- | --- | -- | -- | -- | -- | -- | -- | ---- |
| Arabia Saudita | 0   | 0  | 0  | 0  | 0  | 0  | 0  | 0    |
| Mauritania     | 0   | 0  | 0  | 0  | 0  | 0  | 0  | 0    |
| Uruguay        | 0   | 0  | 0  | 0  | 0  | 0  | 0  | 0    |
| Venezuela      | 0   | 0  | 0  | 0  | 0  | 0  | 0  | 0    |

|  | Clasificado para la fase final. |

#### Grupo B
| Equipo      | Pts | PJ | PG | PE | PP | GF | GC | Dif. |
| ----------- | --- | -- | -- | -- | -- | -- | -- | ---- |
| Argentina   | 0   | 0  | 0  | 0  | 0  | 0  | 0  | 0    |
| Brasil      | 0   | 0  | 0  | 0  | 0  | 0  | 0  | 0    |
| Chile       | 0   | 0  | 0  | 0  | 0  | 0  | 0  | 0    |
| Valencia CF | 0   | 0  | 0  | 0  | 0  | 0  | 0  | 0    |

|  | Clasificado para la fase final. |

## Fase final

### Séptimo puesto
| 26 de julio | Perdedor Partido 21 | Partido 25 | Perdedor Partido 22 | Estadi Municipal Els Arcs, La Alcudia |  |

### Quinto puesto
| 27 de julio | Ganador Partido 21 | Partido 26 | Ganador Partido 22 | Estadi Municipal Els Arcs, La Alcudia |  |

### Cuadro de desarrollo
|  | Semifinales         | Semifinales |  |  | Final               | Final |  |
|  |                     |             |  |  |                     |       |  |
|  | 28 de julio de 2025 |             |  |  |                     |       |  |
|  |                     |             |  |  |                     |       |  |
|  |                     |             |  |  |                     |       |  |
|  |                     |             |  |  |                     |       |  |
|  |                     |             |  |  | 30 de julio de 2025 |       |  |
|  |                     |             |  |  |                     |       |  |
|  |                     |             |  |  |                     |       |  |
|  |                     |             |  |  |                     |       |  |
|  |                     |             |  |  |                     |       |  |
|  |                     |             |  |  |                     |       |  |
|  | 28 de julio de 2025 |             |  |  |                     |       |  |
|  |                     |             |  |  |                     |       |  |
|  |                     |             |  |  |                     |       |  |

### Semifinales
| 28 de julio | 1A | Partido 23 | 2B | Estadi Municipal Els Arcs, La Alcudia |  |

| 28 de julio | 1B | Partido 24 | 2A | Estadi Municipal Els Arcs, La Alcudia |  |

### Finales
| 30 de julio | Ganador Partido 23 | Partido 28 | Ganador Partido 24 | Estadi Municipal Els Arcs, La Alcudia |  |

|                                |
| Bandera de ?                   |
| Campeón Por definir ?.º título |